# Сако, Диафра
Диафра́ Сако́ (фр. Diafra Sakho; 24 декабря 1989, Гедиавай, Сенегал) — сенегальский футболист, игравший на позиции нападающего. Выступал за сборную Сенегала. Участник чемпионата мира 2018 года.

## Клубная карьера
Сако — воспитанник клуба «Мец». В 2009 году он забил за резервную команду 17 голов в 22 матчах и был включён в заявку основы на чемпионат. 19 января 2010 года в матче против «Бреста» Диафра дебютировал в Лиге 2. 10 сентября 2010 года в поединке против «Нанта» он забил свой первый гол за «Мец». Несмотря на хорошую результативность Сако был футболистом ротации и в 2012 году для получения постоянной игровой практики перешёл в «Булонь» на правах аренды. 4 февраля в матче против «Арль-Авиньон» он дебютировал за новый клуб. В сезоне 2013/14 Сако забил 20 мячей в 37 матчах и был признан лучшим футболистом чемпионата, также помог клубу выйти в Лигу 1.
Летом 2014 года Сако перешёл в английский «Вест Хэм Юнайтед». Сумма трансфера составила 4,5 млн фунтов. 23 августа в матче против «Кристал Пэлас» Диафра дебютировал в английской Премьер-лиге, заменив во втором тайме Карлтона Коула. 15 сентября в поединке против «Халл Сити» Сако забил свой первый гол за «Вест Хэм». После этого Диафра забивал в каждом следующем матче на протяжении шести туров. В том числе на его счету победные голы в матчах против «Ливерпуля» и «Манчестер Сити».
2 июля 2015 года в матче квалификации Лиги Европы против андоррского «Лузитанса» Диафра сделал «дубль». В августе Сако был арестован полицией по обвинению в домашнем насилии и угрозе убийства, выпущен под залог. В начале 2018 года Диафра вернулся во Францию, подписав двухлетний контракт с «Ренном». Сумма трансфера составила 10 млн евро. 4 февраля в матче против «Генгама» он дебютировал за новый клуб. 17 февраля в поединке против «Кана» Сахо сделал «дубль», забив свои первые голы за «Ренн». 31 декабря 2019 года расторг контракт с «Ренном» по обоюдному согласию.

## Международная карьера
21 мая 2014 года в товарищеском матч против сборной Буркина-Фасо Сако дебютировал за сборную Сенегала. 25 мая того года в поединке против сборной Косово Диафра забил свой первый гол за национальную команду.
В 2018 году в Сако принял участие в чемпионате мира в России. На турнире он сыграл в матче против Колумбии.

### Голы за сборную Сенегала
| # | Дата           | Место                                  | Противник  | Счёт | Результат | Соревнование                     |
| - | -------------- | -------------------------------------- | ---------- | ---- | --------- | -------------------------------- |
| 1 | 25 мая 2014    | Стад де Женев, Женева, Швейцария       | Косово     | 0:1  | 1:3       | Товарищеский матч                |
| 2 | 7 октября 2017 | Национальный стадион, Прая, Кабо-Верде | Кабо-Верде | 0:1  | 0:2       | Чемпионат мира 2018 квалификация |
| 3 | 10 ноября 2017 | Питер Мокаба, Питер Мокаба, ЮАР        | ЮАР        | 0:1  | 0:2       | Чемпионат мира 2018 квалификация |

## Достижения
- Лучший футболист Лиги 2 — 2014